# Crocidura erica
Crocidura erica је сисар из реда Soricomorpha.

## Угроженост
Подаци о распрострањености ове врсте су недовољни.

## Распрострањење
Ареал врсте је ограничен на једну државу. 
Ангола је једино познато природно станиште врсте.